# 科季夫卡 (普季夫利區)
51°24′51″N 33°55′27″E / 51.41417°N 33.92417°E
科蒂夫卡（烏克蘭語：Котівка）是位於烏克蘭東北部的村莊，由蘇梅州科諾托普區的普蒂夫利市鎮負責管轄。該村處於克列文河左岸，分別距離韋格里夫卡1公里和斯特里利尼基3.5公里，海拔高度138米，2001年人口23。